# Ангіографія

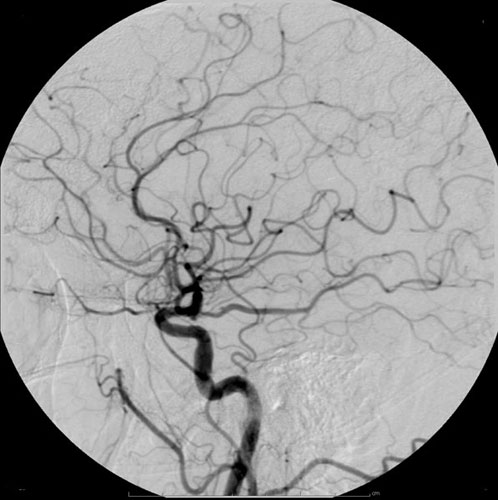
Ангіографія судин головного мозку

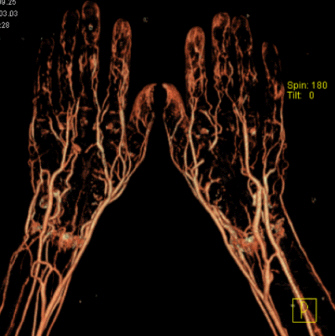
КТ-ангіографія судин рук

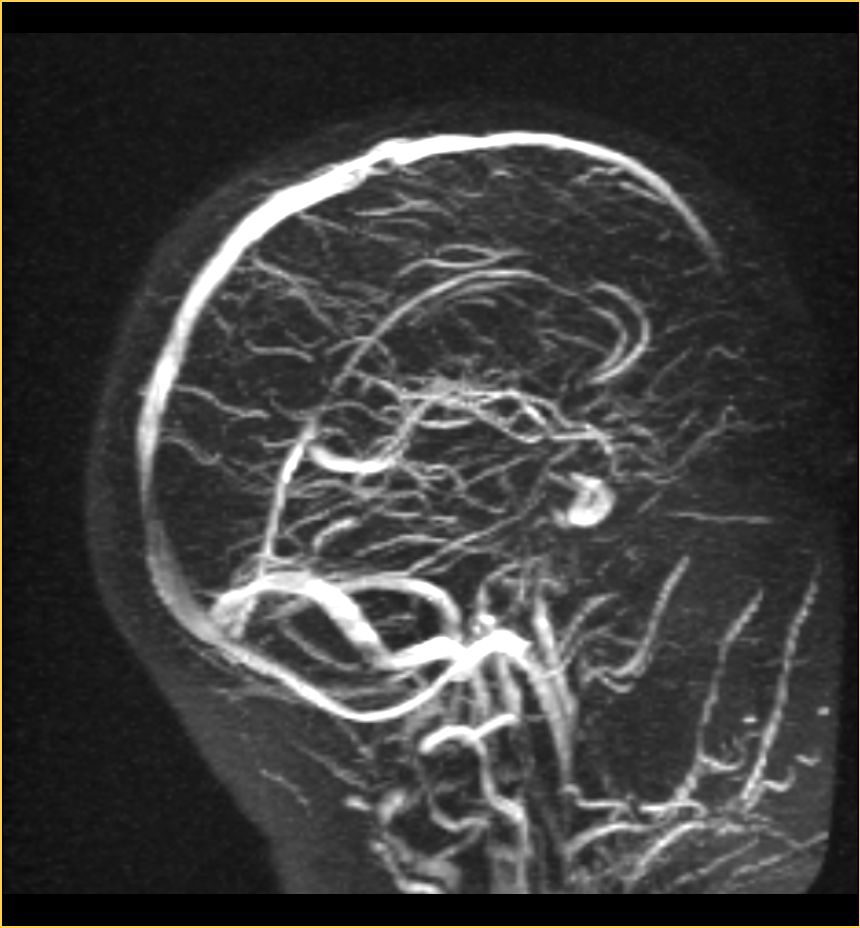
Ангіографія синусових вен на МРТ

Ангіогра́фія (грец. αγγειον — судина і γραφω — пишу) — метод медичної візуалізації, що полягає в рентгенологічному дослідженні кровоносних судин різних органів шляхом введення в артеріальну чи венозну систему речовин, які дають різку тінь на рентгенівських знімках. Ангіографія без контрастної речовини також можлива за допомогою МРТ.

## Процедури
Залежно від основного методу візуалізації розрізняють різні методи ангіографії:
- Цифрова субтракційна ангіографія[en] (англ. DSA)
- КТ-ангіографія (англ. CTA)
- Магнітно-резонансна ангіографія (англ. MRA)
- Флуоресцентна ангіографія сітківки з індоціаніном
- Доплерографія та дуплексна сонографія — для додаткової інформації про приплив крові.
- Церебральна ангіографія[en] — розроблена в 1927 р. португальським лікарем Антоніо Егашем Монішем та його колегою Педро Мануелем де Альмейдою Лімою, її було легше використовувати, коли на початку 1950-х було винайдено катетер Зельдінгера.[1]

Окрім артеріальної (артеріографії) та венозної (флебографії) судин, також можуть відображатися лімфатичні судини (лімфографія) та неанатомічні судини, такі як судинні протези чи діалізні шунти. Дослідження коронарних артерій називають коронарною ангіографією, ангіографію варикозно-розширених вен після пункції — варикографією.

## Показання
Ангіографії в основному використовують для діагностики важливих судинних захворювань.
- Артеріальні захворювання:
  - Артеросклероз та його ускладнення
    - Вазоконстрикції, наприклад ІХС, каротидний стеноз, облітеруючий атеросклероз судин кінцівок
    - Гострі закупорки судин, наприклад при інфаркті

  - Аневризми
  - Травми судин
  - Патологія ангіогенезу
- Захворювання вен:
  - Тромбоз
  - Варикоз

Іноді ангіографію використовують, щоб побачити хід важливих судин при плануванні операції.

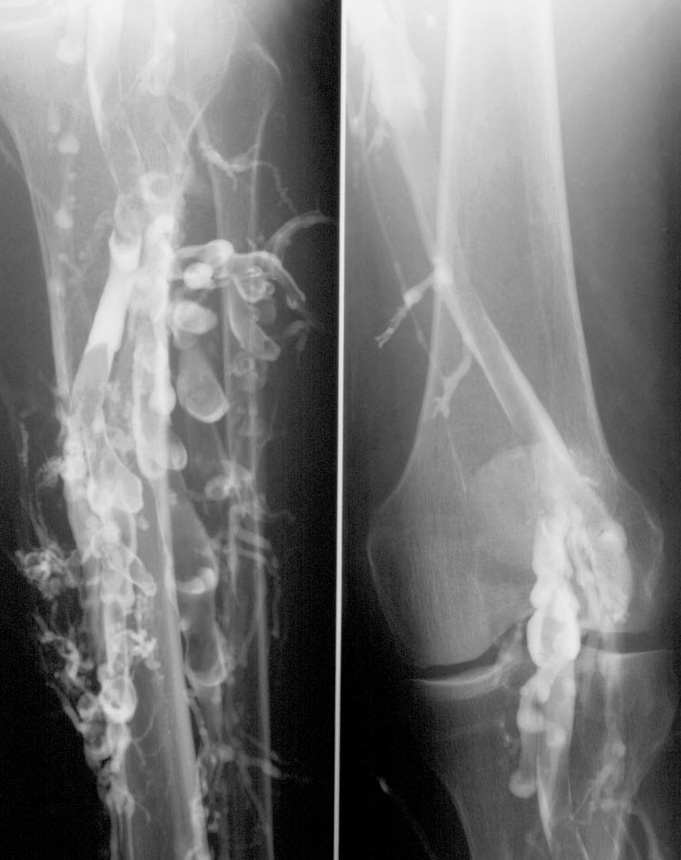
Флебографія при тромбозі глибоких вен

### Журнали
- Journal of the Society for Cardiovascular Angiography and Interventions
- ECR: Angiography